# Loup (fleuve)
Ne doit pas être confondu avec Loup (rivière).
Pour les articles homonymes, voir Loup (homonymie).
Le Loup [lu] est un fleuve côtier méditerranéen de France du département des Alpes-Maritimes, dans la région Provence-Alpes-Côte d'Azur, qui se jette dans la mer Méditerranée.

## Géographie
La longueur de son cours d'eau est de 49,3 km.
Le Loup naît au nord de la montagne de l'Audibergue sur le territoire de la commune d'Andon, petite localité des Alpes-Maritimes construite à près de 1 200 mètres d'altitude et entourée de petites stations de sports d'hiver.
Il se dirige d'abord vers l'est, puis effectue un virage vers le sud et forme les Gorges du Loup. Arrivé au Bar-sur-Loup, il reprend sa course vers l'est, passe au sud de la ville de Vence, puis s'orientant vers le sud-est arrive en vue de l'agglomération niçoise (Villeneuve-Loubet).
Il se jette peu après dans la mer Méditerranée au sud-ouest de Cagnes-sur-Mer.

### Communes traversées
Le Loup longe ou traverse les communes suivantes : Andon, Caille, Gréolières, Cipières, Courmes, Gourdon, Le Bar-sur-Loup, Tourrettes-sur-Loup, La Colle-sur-Loup, Roquefort-les-Pins, Villeneuve-Loubet, Cagnes-sur-Mer.

### Toponymes
Le Loup a donné son hydronyme aux trois communes de Tourrettes-sur-Loup, Le Bar-sur-Loup, La Colle-sur-Loup.

### Histoire
Le fleuve Loup servait de limite orientale au peuple ligure des Déciates avec leurs voisins Néruses.

### Bassin versant
La superficie du bassin versant du Loup est de 264 km2. Ce bassin versant est constitué à 83,22 % de « forêts et milieux semi-naturels », à 10,82 % de « territoires artificialisés », à 6,23 % de « territoires agricoles ».

## Affluents
Le Loup a quinze affluents référencés, donc six d'une longuer de plus de cinq kilomètres :  le Vallon de Mardaric, le Peyron, la Miagne, le Vallon des Bouirades, le Vallon du Clarel et la Ganière. 

## Hydrologie

### Le Loup à Villeneuve-Loubet
Le débit du Loup a été observé pendant une période de 34 ans (1980-2013), à Villeneuve-Loubet, localité du département des Alpes-Maritimes, située au niveau de son embouchure dans la mer Méditerranée. Le bassin versant du fleuve y est de 279 km2, soit sa quasi-totalité, et à 2 m d'altitude.
Le module du fleuve à Villeneuve-Loubet est de 4,5 m3/s.
Le Loup présente des fluctuations saisonnières de débit assez marquées. Les hautes eaux se déroulent de l'automne au printemps, et se caractérisent par des débits mensuels moyens allant de 5,0 à 8,23 m3/s, d'octobre à mai inclus avec deux maxima. Le premier se présente en novembre à 8,23 m3/s et est dû aux pluies d'automne ; il est suivi d'une baisse assez importante jusqu'au niveau de 4,38 en février et mars. Le second maximum se déroule en avril avec 5,48 m3/s (pluies de printemps). Dès juin le débit s'effondre jusqu'aux basses eaux qui surviennent en été, de juillet à septembre, et s'accompagnent d'une baisse du débit moyen mensuel allant jusqu'à 0,585 m3/s au mois d'août.

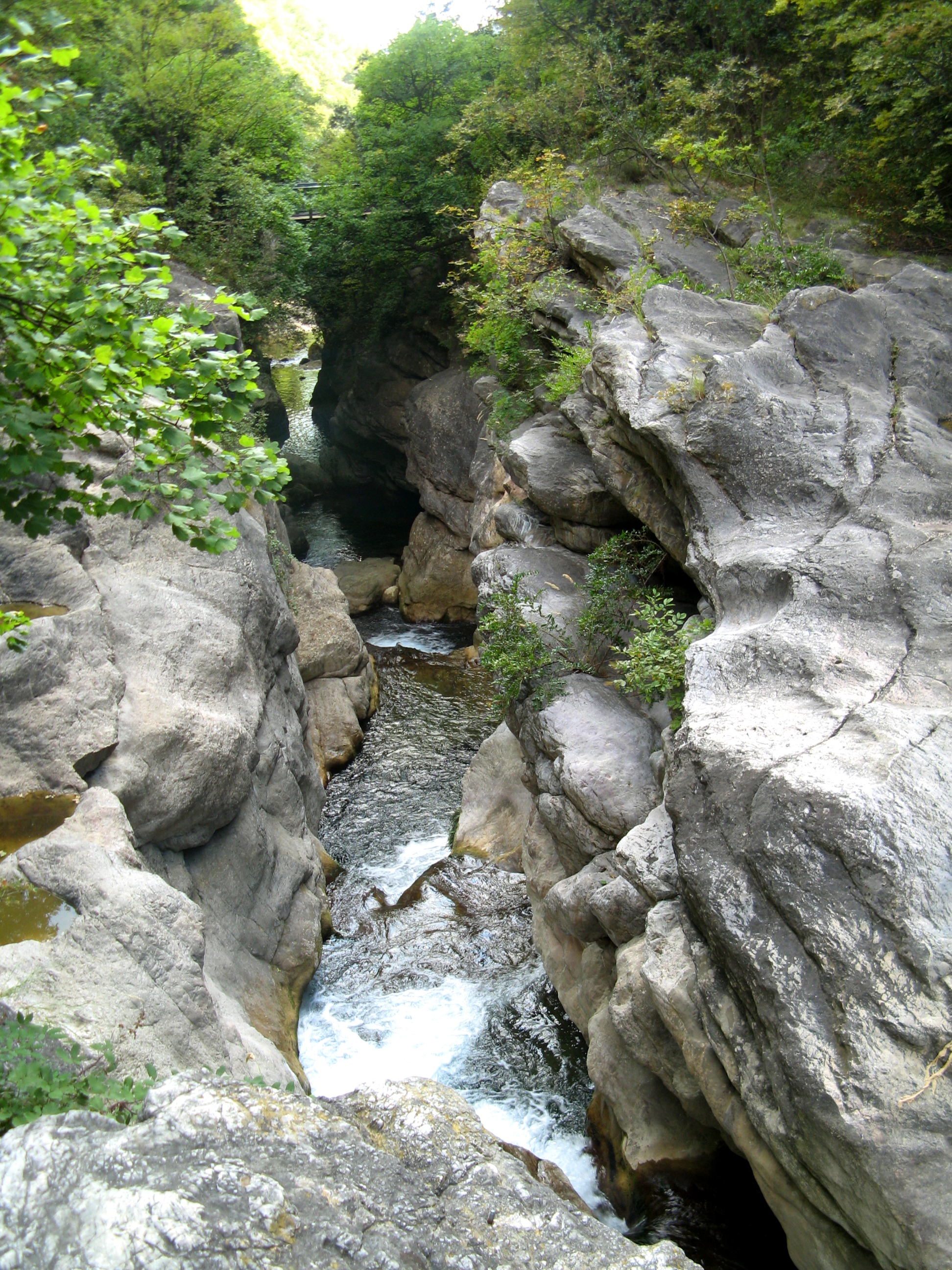
Gorges du Loup.

### Étiage ou basses eaux
Le VCN3 peut cependant chuter jusque 0,130 m3/s, en cas de période quinquennale sèche, soit 130 litres par seconde, ce qui peut être qualifié d'assez sévère.

### Crues
Les crues peuvent être fort importantes compte tenu de l'exiguïté du bassin versant. Les QIX 2 et QIX 5 valent respectivement 98 et 150 m3/s. Le QIX 10 vaut 180 m3/s, tandis que le QIX 20 monte à 210 m3/s et le QIX 50 à 250 m3/s. Ces crues sont équivalentes à celles du Var, son grand voisin.
Le débit instantané maximal enregistré à Villeneuve-Loubet était de 228 m3/s le 12 janvier 1996, tandis que la valeur journalière maximale était de 199 m3/s le même jour. En comparant le premier de ces chiffres aux valeurs des différents QIX de la rivière, il apparaît que cette crue était d'ordre cinquantennal, et donc assez exceptionnelle et destinée à se reproduire deux fois par siècle environ. La hauteur maximale instantanée était de 376 cm le 23 novembre 2019, soit 3,76 m.

### Lame d'eau et débit spécifique
La lame d'eau écoulée dans le bassin du Loup est de 489 millimètres annuellement, ce qui est largement plus élevé que la moyenne d'ensemble de la France tous bassins confondus, mais un peu inférieur au bassin versant du Var (553 millimètres/an) qui bénéficie quant à lui des fortes précipitations sur de hauts sommets alpins. Le débit spécifique (ou Qsp) se monte dès lors à un robuste 15,2 litres par seconde et par kilomètre carré de bassin.

## Sites remarquables

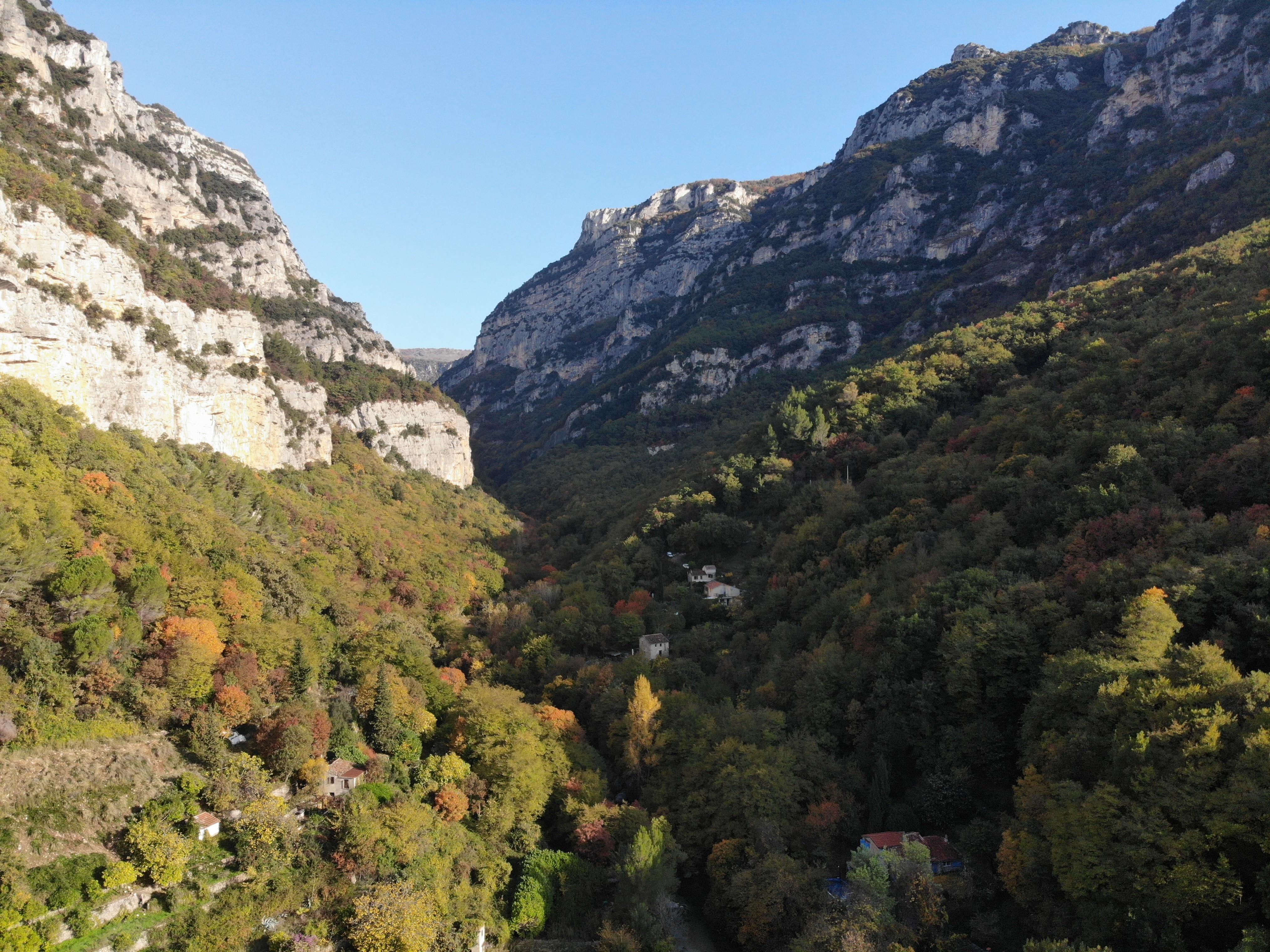
L’embouchure des gorges du Loup.

- Andon et ses stations de sports d'hiver.
- Le Saut du Loup.
- Les Gorges du Loup.